# Mauro Quiroga
Mauro Daniel Quiroga (Concepción del Uruguay, 7 dicembre 1989) è un calciatore argentino, attaccante del Cartaginés.

## Carriera
Ha giocato nella seconda divisione spagnola e nella prima divisione dei campionati argentino, cileno, messicano (del quale è anche stato capocannoniere), ecuadoriano e costaricano.